# 4月のある晴れた朝に100パーセントの女の子に出会うことについて
『4月のある晴れた朝に100パーセントの女の子に出会うことについて』（しがつのあるはれたあさに ひゃくパーセントのおんなのこにであうことについて）は、村上春樹の短編小説。

## 概要
| 初出     | 『トレフル』1981年7月号                 |
| 収録書籍 | 『カンガルー日和』（平凡社、1983年9月） |

1991年1月刊行の『村上春樹全作品 1979〜1989』第5巻（講談社）に収録される際、大幅に加筆修正がなされ、タイトルの「4月」は漢数字の「四月」に改められた。
『村上春樹全作品』付録「自作を語る」の中で、本短編が書かれることになったきっかけが語られている。
「この話は僕が満員の山手線の車中である広告ポスターを見かけたことが原形になっている。そのポスター（何の商品の広告だったのかどうしても思いだせない）のモデルになっていた女の子に、僕は理不尽なくらい激しく惹かれた。胸がいっぱいになって、胸が震えた。それは今思いおこしても本当に運命的な出会いだったのだ」
村上は、『ニューヨーク・タイムズ』2011年10月23日号が行ったインタビューに対し、長編小説『1Q84』（2009年 - 2010年）は本短編から派生した物語であると答えている。
2015年11月28日～29日に郡山市で開催された文学講座「ただようまなびや 文学の学校」に村上は予告なしでゲスト出演。会場で本短編の朗読を行った。

### 英訳
| タイトル | On Seeing the 100% Perfect Girl One Beautiful April Morning |
| 翻訳     | ジェイ・ルービン                                            |
| 初出     | 『The Elephant Vanishes』（クノップフ社、1993年3月）        |

## あらすじ
4月のある晴れた朝、原宿の裏通りで「僕」は100パーセントの女の子とすれ違う。50メートルも先から「僕」には、彼女が100パーセントの女の子であることがちゃんとわかっていた。正直に切り出した方がいいのかもしれないが、あなたにとって私が100パーセントの女の子だとしても、私にとってあなたは100パーセントの男じゃないのよ、と彼女は言うかもしれない。
花屋の店先で、「僕」は彼女とすれ違う。彼女はまだ切手の貼られていない白い角封筒を右手に持っていた。彼女はひどく眠そうな目をしていたから、あるいは一晩かけてそれを書き上げたのかもしれない。
振り返った時、彼女の姿は既に人混みの中に消えていた。

## 映画

### 『100％の女の子』
本短編を原作とした日本の短編映画。1983年製作。上映時間12分。第7回「ぴあフィルムフェスティバル」PFFアワード入選作品。
- 監督・脚本・撮影：山川直人[注釈 1]
- 製作：加藤雅康
- 出演：隈本吉成、室井滋、坂口一直、山口晃史

### 『四月のある晴れた朝に100パーセントの女の子に出会うことについて』
本短編を原作とした日本の短編映画。2008年製作。上映時間30分。CON-CAN ムービーフェスティバル出品作品。
- 監督：トム・フリント
- 出演：Takayuki Onosaka